# (72511) 2001 DW73
(72511) 2001 DW73 – planetoida z pasa głównego asteroid okrążająca Słońce w ciągu 5,41 lat w średniej odległości 3,08 j.a. Odkryta 19 lutego 2001 roku.